# Stanley-Cup-Playoffs 1950
Die Playoffs um den Stanley Cup des Jahres 1950 begannen am 28. März 1950 und endeten am 23. April 1950 mit dem 4:3-Erfolg der Detroit Red Wings gegen die New York Rangers. Die Red Wings gewannen damit ihren insgesamt vierten Titel sowie den ersten seit 1943, als sie zugleich das letzte rein US-amerikanische Finale (gegen Boston) bestritten hatten. Für die Rangers, die in Pentti Lund den besten Scorer der Playoffs in ihren Reihen hatten, war es unterdessen die erste Finalteilnahme seit 1940.
Aufgrund zeitlich kollidierender Veranstaltungen im heimischen Madison Square Garden trugen die Rangers ihre „Heimspiele“ des Endspiels im Maple Leaf Gardens von Toronto und somit auf neutralem Boden aus. Zudem wurde der Rhythmus von Heim- und Auswärtsspielen sowohl im Halbfinale als auch im Stanley-Cup-Finale aufgrund dieses Umstands geändert. Ähnliches war bereits im Endspiel 1932 nötig gewesen.

## Modus
Für die Playoffs qualifizierten sich die vier besten Teams der Liga. Im Halbfinale standen sich der Erste und der Dritte sowie der Zweite und der Vierte der Abschlusstabelle gegenüber. Die jeweiligen Sieger bestritten anschließend das Stanley-Cup-Finale.
Alle Serien wurden dabei im Best-of-Seven-Modus ausgetragen, das heißt, dass ein Team vier Siege zum Weiterkommen benötigte. Das höher gesetzte Team hatte dabei in den ersten beiden Spielen Heimrecht, die nächsten beiden das gegnerische Team. Sollte bis dahin kein Sieger aus der Runde hervorgegangen sein, wechselte das Heimrecht von Spiel zu Spiel. So hatte die höher gesetzte Mannschaft in den Spielen 1, 2, 5 und 7, also vier der maximal sieben Spiele, einen Heimvorteil.
Bei Spielen, die nach der regulären Spielzeit von 60 Minuten unentschieden blieben, folgte die Overtime. Sie endete durch das erste erzielte Tor (Sudden Death).

## Qualifizierte Teams
- (1) Detroit Red Wings
- (2) Canadiens de Montréal
- (3) Toronto Maple Leafs
- (4) New York Rangers

## Playoff-Baum
|  | Halbfinale | Halbfinale            | Halbfinale |  |  | Stanley-Cup-Finale | Stanley-Cup-Finale | Stanley-Cup-Finale |
|  |            |                       |            |  |  |                    |                    |                    |
|  |            |                       |            |  |  |                    |                    |                    |
|  | 1          | Detroit Red Wings     | 4          |  |  |                    |                    |                    |
|  | 3          | Toronto Maple Leafs   | 3          |  |  |                    |                    |                    |
|  |            |                       |            |  |  | 1                  | Detroit Red Wings  | 4                  |
|  |            |                       |            |  |  | 4                  | New York Rangers   | 3                  |
|  | 2          | Canadiens de Montréal | 1          |  |  |                    |                    |                    |
|  | 4          | New York Rangers      | 4          |  |  |                    |                    |                    |
|  |            |                       |            |  |  |                    |                    |                    |

## Halbfinale

### (1) Detroit Red Wings – (3) Toronto Maple Leafs
| 28. März 1950 | Detroit Red Wings | 0:5 (0:0, 0:3, 0:2) Spielbericht Stand: 0:1 | Toronto Maple Leafs Joe Klukay (20:10) Bill Barilko (28:49) John McCormack (31:29) Cal Gardner (43:29) Joe Klukay (51:17) | Detroit Olympia, Detroit, Michigan |

| 30. März 1950 | Detroit Red Wings Red Kelly (9:13) Sid Abel (15:47) Joe Carveth (30:32) | 3:1 (2:0, 1:0, 0:1) Spielbericht Stand: 1:1 | Toronto Maple Leafs Fleming Mackell (45:44) | Detroit Olympia, Detroit, Michigan |

| 1. April 1950 | Toronto Maple Leafs Joe Klukay (26:44) Max Bentley (39:40) | 2:0 (0:0, 2:0, 0:0) Spielbericht Stand: 2:1 | Detroit Red Wings | Maple Leaf Gardens, Toronto, Ontario |

| 4. April 1950 | Toronto Maple Leafs Max Bentley (3:34) | 1:2 n. V. (1:1, 0:0, 0:0, 0:0, 0:1) Spielbericht Stand: 2:2 | Detroit Red Wings Marty Pavelich (10:50) Leo Reise (100:38) | Maple Leaf Gardens, Toronto, Ontario |

| 6. April 1950 | Detroit Red Wings | 0:2 (0:1, 0:0, 0:1) Spielbericht Stand: 2:3 | Toronto Maple Leafs Theodore Kennedy (10:35) Max Bentley (48:37) | Detroit Olympia, Detroit, Michigan |

| 8. April 1950 | Toronto Maple Leafs | 0:4 (0:2, 0:1, 0:1) Spielbericht Stand: 3:3 | Detroit Red Wings Marty Pavelich (6:55) George Gee (19:40) Gerry Couture (30:31) Jack Stewart (45:03) | Maple Leaf Gardens, Toronto, Ontario |

| 9. April 1950 | Detroit Red Wings Leo Reise (68:39) | 1:0 n. V. (0:0, 0:0, 0:0, 1:0) Spielbericht Stand: 4:3 | Toronto Maple Leafs | Detroit Olympia, Detroit, Michigan |

### (2) Canadiens de Montréal – (4) New York Rangers
| 29. März 1950 | New York Rangers Don Raleigh (14:40) Nick Mickoski (31:18) Pat Egan (59:38) | 3:1 (1:1, 1:0, 1:0) Spielbericht Stand: 1:0 | Canadiens de Montréal Norm Dussault (8:27) | Madison Square Garden, New York City, New York |

| 1. April 1950 | Canadiens de Montréal Floyd Curry (6:57) Norm Dussault (9:48) | 2:3 (2:1, 0:0, 0:2) Spielbericht Stand: 0:2 | New York Rangers Pentti Lund (10:10) Buddy O’Connor (51:58) Ed Slowinski (53:34) | Forum de Montréal, Montréal, Québec |

| 2. April 1950 | New York Rangers Pentti Lund (7:12) Ed Slowinski (15:58) Pentti Lund (34:20) Pentti Lund (42:16) | 4:1 (2:1, 1:0, 1:0) Spielbericht Stand: 3:0 | Canadiens de Montréal Bert Hirschfeld (8:30) | Madison Square Garden, New York City, New York |

| 4. April 1950 | Canadiens de Montréal Norm Dussault (17:15) Maurice Richard (49:34) Elmer Lach (75:19) | 3:2 n. V. (1:1, 0:1, 1:0, 1:0) Spielbericht Stand: 1:3 | New York Rangers Pentti Lund (9:14) Don Raleigh (29:07) | Forum de Montréal, Montréal, Québec |

| 6. April 1950 | Canadiens de Montréal | 0:3 (0:0, 0:0, 0:3) Spielbericht Stand: 1:4 | New York Rangers Jack Gordon (44:22) Pat Egan (45:18) Dunc Fisher (56:47) | Forum de Montréal, Montréal, Québec |

## Stanley-Cup-Finale

### (1) Detroit Red Wings – (4) New York Rangers
| 11. April 1950 | Detroit Red Wings Joe Carveth (24:43) George Gee (29:32) Jim McFadden (30:06) Gerry Couture (33:56) | 4:1 (0:1, 4:0, 0:0) Spielbericht Stand: 1:0 | New York Rangers Buddy O’Connor (5:58) | Detroit Olympia, Detroit, Michigan |

| 13. April 1950 | New York Rangers Pat Egan (30:39) Edgar Laprade (43:04) Edgar Laprade (51:20) | 3:1 (0:0, 1:1, 2:0) Spielbericht Stand: 1:1 | Detroit Red Wings Gerry Couture (23:05) | Maple Leaf Gardens, Toronto, Ontario |

| 15. April 1950 | New York Rangers | 0:4 (0:2, 0:1, 0:1) Spielbericht Stand: 1:2 | Detroit Red Wings Gerry Couture (14:14) George Gee (19:08) Sid Abel (39:16) Marty Pavelich (56:55) | Maple Leaf Gardens, Toronto, Ontario |

| 18. April 1950 | Detroit Red Wings Ted Lindsay (6:31) Sid Abel (16:48) Marty Pavelich (43:32) | 3:4 n. V. (2:0, 0:1, 1:2, 0:1) Spielbericht Stand: 2:2 | New York Rangers Buddy O’Connor (39:59) Edgar Laprade (48:09) Gus Kyle (56:26) Don Raleigh (68:34) | Detroit Olympia, Detroit, Michigan |

| 20. April 1950 | Detroit Red Wings Ted Lindsay (58:10) | 1:2 n. V. (0:0, 0:1, 1:0, 0:1) Spielbericht Stand: 2:3 | New York Rangers Dunc Fisher (27:44) Don Raleigh (61:38) | Detroit Olympia, Detroit, Michigan |

| 22. April 1950 | Detroit Red Wings Ted Lindsay (19:18) Sid Abel (25:38) Gerry Couture (36:07) Ted Lindsay (44:13) Sid Abel (50:34) | 5:4 (1:2, 2:1, 2:1) Spielbericht Stand: 3:3 | New York Rangers Allan Stanley (3:45) Dunc Fisher (7:35) Pentti Lund (23:18) Tony Leswick (41:54) | Detroit Olympia, Detroit, Michigan |

| 23. April 1950 | Detroit Red Wings Pete Babando (25:09) Sid Abel (25:30) Jim McFadden (35:57) Pete Babando (88:31) | 4:3 n. V. (0:2, 3:1, 0:0, 0:0, 1:0) Spielbericht Stand: 4:3 | New York Rangers Allan Stanley (11:14) Tony Leswick (12:18) Buddy O’Connor (31:42) | Detroit Olympia, Detroit, Michigan |

### Stanley-Cup-Sieger
| Stanley-Cup-Sieger Detroit Red Wings | Torhüter: Harry Lumley Verteidiger: Al Dewsbury, Lee Fogolin, Red Kelly, Clare Martin, Marcel Pronovost, Leo Reise, Jack Stewart Angreifer: Sid Abel (C), Pete Babando, Steve Black, Joe Carveth, Gerry Couture, George Gee, Gordie Howe, Ted Lindsay, Jim McFadden, Doug McKay, Max McNab, Marty Pavelich, Jimmy Peters, Johnny Wilson, Larry Wilson Cheftrainer: Tommy Ivan General Manager: Jack Adams |

## Beste Scorer
Abkürzungen: GP = Spiele, G = Tore, A = Assists, Pts = Punkte, PIM = Strafminuten; Fett: Bestwert
| Spieler        | Team       | GP | G | A | Pts | PIM |
| -------------- | ---------- | -- | - | - | --- | --- |
| Pentti Lund    | NY Rangers | 12 | 6 | 5 | 11  | 0   |
| Gerry Couture  | Detroit    | 14 | 5 | 4 | 9   | 2   |
| Don Raleigh    | NY Rangers | 12 | 4 | 5 | 9   | 4   |
| George Gee     | Detroit    | 14 | 3 | 6 | 9   | 0   |
| Sid Abel       | Detroit    | 14 | 6 | 2 | 8   | 6   |
| Ted Lindsay    | Detroit    | 13 | 4 | 4 | 8   | 16  |
| Edgar Laprade  | NY Rangers | 12 | 3 | 5 | 8   | 4   |
| Ed Slowinski   | NY Rangers | 12 | 2 | 6 | 8   | 6   |
| Allan Stanley  | NY Rangers | 12 | 2 | 5 | 7   | 10  |
| Buddy O’Connor | NY Rangers | 12 | 4 | 2 | 6   | 4   |
| Marty Pavelich | Detroit    | 14 | 4 | 2 | 6   | 13  |

## Beste Torhüter
Die kombinierte Tabelle zeigt die drei besten Torhüter in der Kategorie Gegentorschnitt sowie den jeweils Führenden in Shutouts und Siegen.
Abkürzungen: GP = Spiele, Min = Eiszeit (in Minuten), W = Siege, L = Niederlagen, GA = Gegentore, SO = Shutouts, GAA = Gegentorschnitt; Fett: Bestwert; Sortiert nach Gegentorschnitt.
Erfasst werden nur Torhüter mit 120 absolvierten Spielminuten.
| Spieler       | Team     | GP | Min    | W | L | GA | SO | GAA  |
| ------------- | -------- | -- | ------ | - | - | -- | -- | ---- |
| Turk Broda    | Toronto  | 7  | 449:17 | 3 | 4 | 10 | 3  | 1,34 |
| Harry Lumley  | Detroit  | 14 | 908:00 | 8 | 6 | 28 | 3  | 1,85 |
| Gerry McNeil  | Montréal | 2  | 135:19 | 1 | 1 | 5  | 0  | 2,22 |
| Terry Sawchuk | Detroit  | 6  | 463:29 | 2 | 4 | 13 | 1  | 1,68 |